# Tre Deckare löser Talande dödskallens gåta
Alfred Hitchcock och Tre deckare löser Viskande dödskallens gåta (originaltitel Alfred Hitchcock and the Three Investigators in The Mystery of the Talking Skull) är den elfte boken i den fristående Tre deckare-serien. Boken är skriven av Robert Arthur 1969. Den utgavs i Sverige på svenska 1971 av B. Wahlströms bokförlag med översättning av Lasse Mattsson.